# Government Girl
Government Girl (bra: Dez Pequenas para Um Homem) é um filme estadunidense de 1943, do gênero comédia romântica, dirigido por Dudley Nichols, e estrelado por Olivia de Havilland e Sonny Tufts. O roteiro do próprio Nichols e de Budd Schulberg foi baseado no conto homônimo de Adela Rogers St. Johns, publicado no Ladies Home Journal em 1943.

## Sinopse
E.H. "Ed" Browne (Sonny Tufts) é um empresário do ramo automobilístico que, por causa da Segunda Guerra Mundial, é deslocado para Washington para supervisionar a construção de aviões bombardeiros. Ele não conhece os meandros, sutilezas e matreirices da política na capital federal, mas tem sorte — a secretária que lhe arranjam é a bela Elizabeth "Smokey" Allard (Olivia de Havilland), que ensina a ele as maneiras corretas de se virar.

## Elenco
- Olivia de Havilland como Elizabeth "Smokey" Allard
- Sonny Tufts como E.H. "Ed" Browne
- Anne Shirley como May Harness Blake
- Jess Barker como Dana McGuire
- James Dunn como Sargento Joe Bates
- Paul Stewart como Branch Owens
- Agnes Moorehead como Sra. Adele Wright
- Harry Davenport como Senador MacVickers
- Una O'Connor como Sra. Harris
- Sig Ruman como Embaixador
- George Givot como Conde Bodinsky

## Produção
Durante a pré-produção, "Government Girl" passou por inúmeras mudanças no elenco e na equipe de produção. Joseph Cotten foi originalmente escalado para o papel principal masculino, com Gladys George escalada para interpretar Adele Wright. Tanto Barbara Stanwyck quanto Ginger Rogers recusaram o papel de Elizabeth, então Olivia de Havilland foi escalada. David Hempstead estava inicialmente escalado para produzir o filme, mas quando teve que se retirar devido a conflitos de agenda, Dudley Nichols entrou em cena, em seu primeiro filme, onde dirigiu e produziu. Sonny Tufts, emprestado da Paramount Pictures para ser o ator principal que substituiria Cotten, uniu-se com Olivia de Havilland, que havia se envolvido em uma batalha judicial com a Warner Bros. em sua produção anterior, "Princess O'Rourke" (1943), o que resultou inicialmente em uma suspensão. Em sua próxima punição, o chefe do estúdio Jack L. Warner emprestou de Havilland para o produtor David O. Selznick em troca de Ingrid Bergman, que foi escalada por Warner para estrelar "Casablanca" (1942). Selznick, por sua vez, emprestou de Havilland para a RKO Radio Pictures.
Olivia inicialmente recusou a oferta feita pela RKO de estrelar o filme, mas foi obrigada por Warner a aceitar a proposta, mesmo já emprestada para outro estúdio. Considerando que seu processo contra a Warner Bros. foi o motivo de ela ser punida com sua escalação para "Government Girl", ela afirmou veementemente que não gostou da experiência, oferecendo uma das menos inspiradas atuações de sua carreira.
A fotografia principal do filme ocorreu entre meados de junho e 4 de agosto de 1943, com retomadas de 11 a 18 de agosto. Embora o filme fosse basicamente uma produção gravada em estúdios, o diretor da segunda unidade, Russell Metty, filmou as paisagens de segundo plano em Washington, D.C.

## Recepção
Execrado pela crítica, visto como mera variação de "The More the Merrier" com adição de sequências cômicas amadoras, o filme foi um sucesso moderado, obtendo um lucro de US$ 700.000 em seu lançamento.
As críticas, no entanto, foram rápidas em apontar que outros filmes que se passavam em Washington durante a guerra eram melhores. Bosley Crowther, em sua crítica para o The New York Times, elogiou Nichols como um "roteirista de primeira classe", mas como diretor: "em alguns pontos, seu filme é divertido. Em longos trechos, é irremediavelmente monótono". Ele também disse: "O enredo tira reviravoltas súbitas, o ritmo é tão desigual, os estilos são tão confusos e a história, que é longa, é tão topicamente obsoleta que o filme tem a aparência de um esforço de um diretor amador".